# 緑茶・京番茶
緑茶・京番茶（りょくちゃ・きょうばんちゃ）は、サントリーがかつて販売していた緑茶・ほうじ茶飲料。1993年発売。

## 概要
パッケージには「茶」の文字を○印で囲んだマークが書かれていた。

## テレビCM
テレビCMは1993年から放映。CMには市田ひろみ、宮城秋菜、小林麻子らが出演。CMは数パターン製作されたが、中でも市田が出演したCMは大きな評判を呼んだ。以下にCMの内容を記載する。
お客をもてなす市田が、お客に対して「ゆっくりしていかはったらよろしいやないの。今おいしいお茶入れますさかい」と話すが、家の裏には「逆さまに立てられた箒」の映像が映る。
これは「京都流のおもてなし」をギャグにした内容である。

## 後継商品
- 伊右衛門